# Nolaskogs
Nolaskogs är Ångermanland norr om Skuleskogen, det vill säga dagens Örnsköldsviks kommun, samt de till Västerbottens län hörande kommunerna Nordmaling och Bjurholm. Nolaskogs är gammal dialekt och betyder "norr om skogen". Skuleskogen sågs i det tidiga Sverige som landets norra gräns.[källa behövs]
Norrländska arkeologiska objekt uppvisar innan medeltiden likhet med fynd från Finland och norra Ryssland. Området söder om Ångermanälven uppvisar starkare influenser söderifrån och västerifrån (från Norge via Jämtland) från tiden efter år 800 f.Kr. Denna kulturgräns norr om Ångermanälven är egentligen en mycket "luddig" gräns som sträckte sig ända upp mot Nordmaling, kom att bestå ända fram till 1300-talet e.Kr. då den uppländska centralmakten började få övre Norrland i sin makt, och området beskattades enligt Hälsingelagen, varvid kontakterna österut bröts. Men ännu i dag kan man hitta många exempel på att det existerar en kulturgräns i nolaskogsområdet.

## Dialekt
Dialekten i Ångermanlands södra och västra socknar skiljer sig från norra delarna i flera avseenden. Bland annat uttalas vokalerna a, ä och ö som å i vissa ord. Detta framför bokstaven l som blir ett "tjockt" l (här betecknat L)  Exempelvis uttalas "balk" som "båLk", "hjälp" som "jåLp" och "följa" som "fåLje". Området delar begrepp med norra Norrland, exempelvis blide för vackert väder.